# Ligue 1 2017-2018
La Ligue 1 2017-2018 è stata l'80ª edizione della massima serie del campionato di calcio francese, disputato tra il 4 agosto 2017 e il 19 maggio 2018 e concluso con la vittoria del Paris Saint-Germain, al suo settimo titolo.
Capocannoniere del torneo è stato Edinson Cavani (Paris Saint-Germain) con 28 reti.

## Stagione

### Novità
Il campionato di Ligue 1 assume la denominazione di Ligue 1 Conforama per le successive tre stagioni in seguito all'accordo di partnership stipulato con l'omonima azienda di arredamento.
A sostituire le retrocesse Lorient, Nancy e Bastia sono Strasburgo, Amiens e Troyes.

### Formula
Le venti squadre partecipanti si sfidano in un torneo organizzato in partite di andata e ritorno per un totale di 38 incontri per ogni squadra. A ogni partita sono assegnati 3 punti alla squadra vincitrice e 0 punti alla squadra sconfitta, 1 punto a ciascuna squadra in caso di pareggio.
Entra in vigore la riforma della UEFA per il triennio 2018-2021 che per la Francia prevede poche novità rispetto al triennio precedente. Le squadre qualificate alle coppe europee restano infatti sei. Le prime tre squadre in classifica sono ammesse alla UEFA Champions League 2018-2019, con le prime due qualificate alla fase a gironi e la terza al terzo turno preliminare (percorso piazzate). La quarta classificata e la vincitrice della Coupe de France 2017-2018 si qualificano alla fase a gironi di UEFA Europa League 2018-2019, mentre la vincitrice della Coupe de la Ligue 2017-2018 è ammessa al secondo turno preliminare. Qualora la vincitrice della Coupe de France sia già ammessa alla Champions League, il posto europeo della coppa viene attribuito alla quinta classificata in campionato. Analogamente si procede nel caso in cui la vincitrice di Coupe de la Ligue sia già qualificata alla Champions League, con il sesto posto che qualifica per l'Europa League.
Le ultime due squadre in classifica sono retrocesse in Ligue 2 (seconda serie del campionato francese). La terzultima classificata disputa invece uno spareggio contro la terza classificata della Ligue 2 per stabilire chi giocherà nella massima divisione la stagione successiva.

### Calciomercato

#### Sessione estiva (dal 9 giugno al 31 agosto)

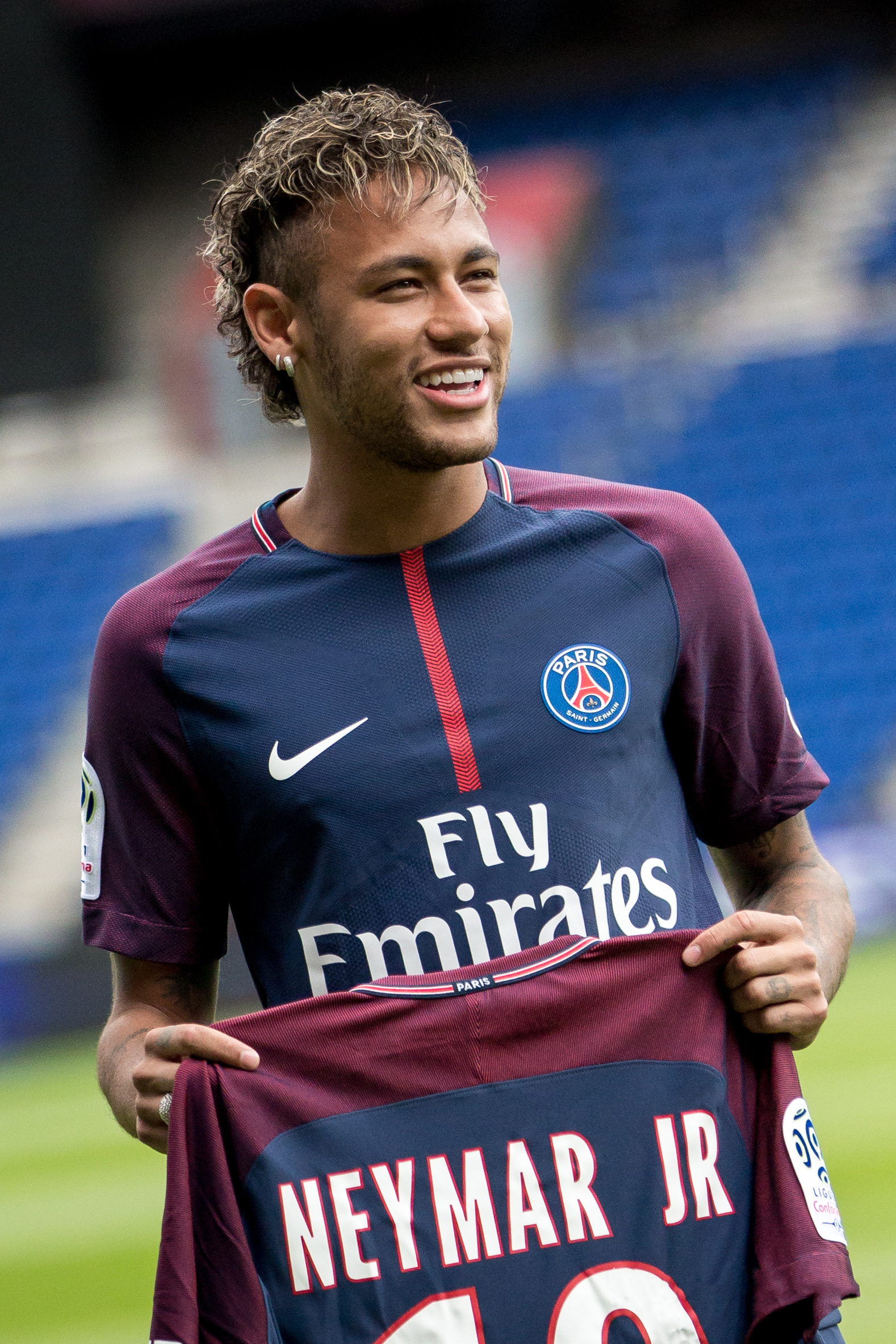
Il brasiliano Neymar acquistato dal PSG per 222 milioni di euro, trasferimento più costoso nella storia del calcio.

I campioni uscenti del Monaco proseguono la politica nata nel 2014 della valorizzazione dei giovani per successivamente cederli a cifre astronomiche, attraverso le cessioni di quattro titolari della passata stagione e di tre esuberi per l'ammontare complessivo di 358 milioni di euro. La trattativa più redditizia è il passaggio del gioiello Kylian Mbappé ai rivali del Paris SG per la storica cifra di 190 milioni, divenendo così il secondo acquisto più costoso di sempre. Altre cessioni sono quelle del terzino Benjamin Mendy, passato al Manchester City per 57,5 milioni (divenendo il trasferimento più costoso di sempre per un difensore), del centrocampista Tiémoué Bakayoko al Chelsea per 45 milioni, e dell'esterno offensivo Bernardo Silva al Manchester City per 50 milioni + 30 di bonus. Nel mercato di entrata vengono ingaggiati l'esperto portiere svizzero Diego Benaglio, il giovane terzino olandese Terence Kongolo dal Feyenoord per 13 milioni, il centrocampista belga Youri Tielemans per 23 milioni e il gioiello del Rennes Adama Diakhaby per 10 milioni. In chiusura di sessione si registrano gli acquisti del montenegrino Stevan Jovetić dall'Inter per 11 milioni e del senegalese Keita Baldé dalla Lazio per 30 milioni.
Desideroso di riassumere immediatamente lo scettro del comando, il Paris Saint-Germain conduce una campagna acquisti faraonica e mette a segno i due acquisti più costosi della storia del calcio. Prima si assicura le prestazioni del fuoriclasse brasiliano Neymar, acquistato dal Barcellona per la cifra record di 222 milioni di euro, poi preleva la punta francese Kylian Mbappé dai rivali del Monaco per 190 milioni che saranno versati nell'esercizio finanziario successivo. Un ulteriore colpo è il laterale brasiliano Dani Alves, reduce dall'esperienza italiana con la maglia della Juventus. Per rimpiazzare Maxwell, ritiratosi dall'attività agonistica, è scelto il terzino spagnolo della Real Sociedad Yuri Berchiche. Lasciano Parigi Salvatore Sirigu, accasatosi al Torino, e Jean-Kévin Augustin, ceduto ai tedeschi del Lipsia.

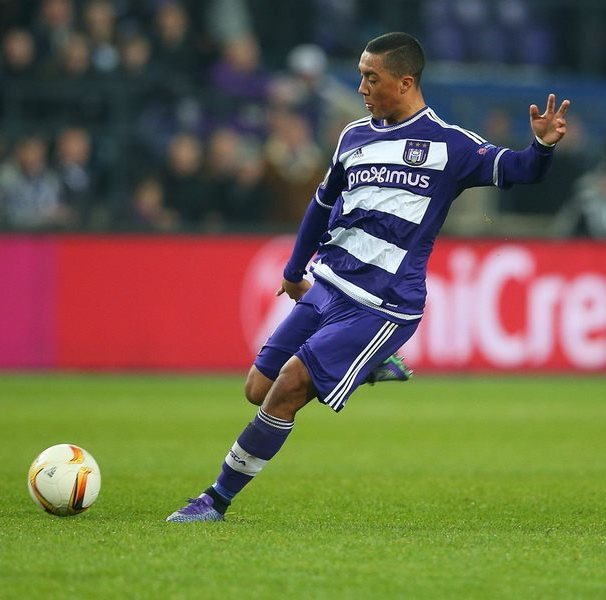
Il nazionale belga Youri Tielemans, acquistato dal Monaco per circa 25 milioni di euro.

Il Nizza prova a mantenersi in alta classifica mettendo sotto contratto il trequartista olandese Wesley Sneijder e l'ex terzino di PSG e Lione Jallet. I rossoneri riabbracciano Nampalys Mendy, tornato a un anno di distanza dalla sua cessione al Leicester con la formula del prestito. Il brasiliano Dalbert, ceduto all'Inter, è rimpiazzato dal connazionale Marlon del Barcellona. Il centrocampo è ulteriormente puntellato con i giovani Pierre Lees-Melou dal Digione Jean-Victor Makengo dal Caen e Adrien Tameze dal Valenciennes.. Dal Monaco arriva la punta Allan Saint-Maximin per 10 milioni.
Il Lione, non qualificatosi per la fase a gironi di Champions League, cambia completamente volto con la bellezza di nove cessioni allo scopo di riequilibrare il bilancio: infatti fanno le valigie dalla Rodano-Alpi il capitano da ormai cinque anni Maxime Gonalons che si accasa alla Roma, il difensore Emanuel Mammana trasferitosi allo Zenit per 16 milioni, il centrocampista Sergi Darder in prestito all'Espanyol, l'esperto Nicolas N'Koulou in prestito al Torino, il terzino Maciej Rybus passato al Lokomotiv Moska, l'esterno offensivo Mathieu Valbuena ceduto al Fenerbahçe, il gioiello francese Corentin Tolisso acquistato dal Bayern Monaco per più di 40 milioni e il centravanti Alexandre Lacazette che si trasferisce alla corte di Wenger per 60 milioni. Inoltre Rachid Ghezzal, in scadenza di contratto, non rinnova e viene ingaggiato dal Monaco. Al loro posto si punta sui giovani Mariano Díaz prelevato dal Real Madrid per 8 milioni, Pape Cheikh Diop dal Celta Vigo per 10 milioni, Tanguy Ndombele in prestito dall'Amiens e protagonista della promozione del suo ex club in massima serie, e Bertrand Traoré dal Chelsea per 10 milioni dopo una stagione in prestito all'Ajax con cui è giunto in finale di Europa League. Viene anche rifondato il reparto arretrato con gli acquisti di Marcelo dal Beşiktaş, Fernando Marçal dal Guingamp, Ferland Mendy dal Le Havre e Kenny Tete dall'Ajax.

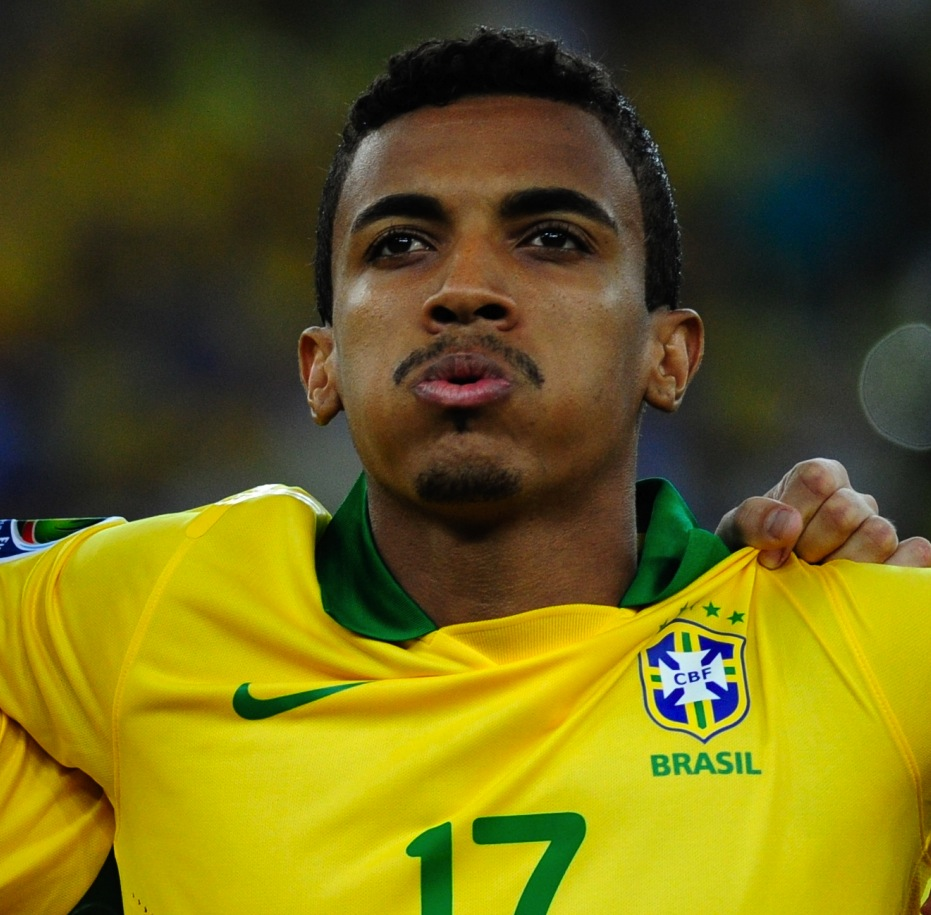
Il nazionale brasiliano Luiz Gustavo, neo-acquisto del Marsiglia.

L'Olympique Marsiglia, giunto quinto al termine della stagione precedente, punta a rinforzare la rosa in coerenza con il progetto del nuovo proprietario intitolato Champion Project tramite l'acquisto di giocatori esperti ed internazionali, tra i quali il portiere Steve Mandanda, ritornato all'OM dopo una stagione travagliata in Premier League con il Crystal Palace, i difensori Adil Rami dal Siviglia e Aymen Abdennour dal Valencia, il terzino Jordan Amavi dall'Aston Villa, il centrocampista Luiz Gustavo dal Wolfsburg e gli attaccanti Valère Germain dal Monaco, il cui padre Bruno vestì la maglia marsigliese negli anni d'oro della squadra, e Kōstas Mītroglou dal Benfica. Ritorna dal prestito prima al Genoa e poi al Milan Lucas Ocampos e vengono riscattati Florian Thauvin e Clinton N'Jie a seguito di un'ottima prestazione di entrambi nella passata stagione.
Nella Gironda, il Bordeaux rinforza il proprio organico con l'acquisto del portiere Benoît Costil dal Rennes a parametro zero, del difensore Vukašin Jovanović dallo Zenit, dei centrocampisti Cafu dal Ludogorets, Lukas Lerager dallo Zulte Waregem e Otávio dall'Atlético Paranaense, e degli attaccanti de Préville dal LOSC Lille e Alexandre Mendy dal Guingamp. Viene inoltre riscattato il terzino Youssouf Sabaly dal Paris SG. Nel mercato in uscita troviamo l'esperto difensore Nicolas Pallois, ceduto al Nantes di Ranieri, il giovane Adam Ounas passato al Napoli di Sarri, il flop della scorsa stagione Jérémy Ménez trasferito ai turchi dell'Antalyaspor e l'attaccante uruguayano Diego Rolán che viene mandato in prestito al Malaga.
Con il repentino cambio allenatore, il Nantes di Claudio Ranieri affida i pali al nazionale rumeno Tătărușanu, prelevato dalla Fiorentina per 2,5 milioni di euro più bonus e pesca dal campionato belga l'attaccante Kalifa Coulibaly (autore di 9 reti in Europa League con la maglia del Gent) e il centrocampista Yassine El Ghanassy. Dal Porto arrivano i giovani centrocampisti Chidozie Awaziem e Joris Kayembe. A dar esperienza al reparto arretrato è l'acquisto di Nicolas Pallois proveniente dal Bordeaux, mentre Andrei Girotto e Rene Krhin completano il mercato in entrata dei Canarini che vedono la partenza del gioiello Amine Harit verso lo Schalke 04.
Dopo una stagione negativa data anche da un ottavo posto che non permette l'accesso ad una competizione UEFA, il Saint-Étienne intraprende un nuovo ciclo: infatti la panchina viene affidata al giovane allenatore spagnolo Óscar García fresco vincitore di due campionati austriaci con il Salisburgo. Date le partenze dei protagonisti della scorsa stagione, quali Henri Saivet, Kévin Malcuit, Jordan Veretout e Nolan Roux, arrivano nella Rodano-Alpi l'autore di 26 reti nelle ultime due stagioni con la maglia del Digione Loïs Diony, l'attaccante ex Marsiglia Rémy Cabella, il giovane Jonathan Bamba, i terzini Gabriel Silva (dall'Udinese) e Saidy Janko (dal Celtic), il giovane centrocampista senegalese Assane Dioussé e il brasiliano ex Zenit Hernani.
Nella Bretagna il Rennes, privo di Benoît Costil, Adama Diakhaby e Giovanni Sio, acquista la sorpresa della passata stagione del Metz Ismaïla Sarr per 17 milioni (il secondo trasferimento più caro della storia della società bretone), il nazionale tunisino Wahbi Khazri dal Sunderland, i giovani Faitout Maouassa e Jordan Tell rispettivamente da Nancy e Caen, il portiere ceco Tomáš Koubek e il centrocampista Benjamin Bourigeaud. Nella stessa regione, il Guingamp sostituisce i partenti Fernando Marçal (passato al Lione) e Alexandre Mendy (in direzione Bordeaux) con il terzino portoghese Pedro Rebocho dal Moreirense, il giovane attaccante figlio d'arte Marcus Thuram dal Sochaux e l'esperto Abdoul Camara dal Derby Country.
Il Lilla si rinforza con gli acquisti dei talentuosi difensori Edgar Ié dal Belenenses, Fodé Ballo-Touré dal PSG, Kévin Malcuit dai Verts, dei centrocampisti Thiago Mendes dal San Paolo, Thiago Maia dal Santos e degli attaccanti Nicolas Pépé dall'Angers, Luiz Araújo dal San Paolo e Ezequiel Ponce in prestito dalla Roma. Cede, invece, l'esperto Rio Mavuba allo Sparta Praga, il deludente Éder al Lokomotiv Mosca, il cannoniere Nicolas de Préville al Bordeaux e il terzino Sébastien Corchia al Siviglia. L'Angers perde i pilastri della passata stagione Nicolas Pépé, Famara Diedhiou e Cheikh N'Doye, sostituendoli con i giovani Enzo Crivelli dal Bordeaux, Lassana Coulibaly dal Bastia e Baptiste Guillaume dal Lilla. Il Tolosa, cedendo gli attaccanti Martin Braithwaite al Middlesbrough e Óscar Trejo al Rayo Vallecano, si rinforza prendendo l'esperto difensore Yannick Cahuzac, che lascia il Bastia dopo dodici anni, i centrocampisti Max Gradel dal Bournemouth, Zinédine Machach (dopo un anno di prestito al Marsiglia), Giannelli Imbula in prestito dallo Stoke City e gli attaccanti Yaya Sanogo dall'Arsenal e Corentin Jean dal Monaco. Il Metz privato di Ismaila Sarr, acquista l'exploit della passata stagione di Ligue 2 Moussa Niakhaté, il centrocampista del Lorient Cafú e gli attaccanti Nolan Roux dall'ASSE e Emmanuel Rivière dal Newcastle. Il Montpellier ingaggia il portiere Benjamin Lecomte e acquista dal Rennes il centrocampista Pedro Mendes e l'attaccante Giovanni Sio, mentre dal Niort fa suo il gioiello Junior Sambia. Partono invece Boudebouz e Mounié.
Il Digione cede Loïs Diony al Saint-Étienne e Pierre Lees-Melou al Nizza, acquistando al loro posto il difensore Cédric Yamberé dal Bordeaux, i centrocampisti Naïm Sliti e Xeka dal Lilla, l'attaccante Benjamin Jeannot dal Lorient e il giovane Wesley Saïd dal Rennes. Il Caen, terminato ad un punto dalla zona retrocessione, prende in prestito Youssef Aït Bennasser dal Monaco e ingaggia Alexander Djiku dal Bastia, mentre perde i gioielli Makengo e Karamoh passati rispettivamente a Nizza e Inter. Tra le neopromosse, l'Amiens riesce a rimpatriare Gaël Kakuta dopo diverse esperienze tra Spagna e Cina, inoltre pesca dalla Serie A il difensore centrale Prince-Désir Gouano, il terzino sinistro Danilo Avelar, il terzino destro Issa Cissokho, e l'attaccante Serge Gakpé oltre all'ex Genoa Konaté. Il reparto arretrato viene affidato all'esperto Mathieu Bodmer, mentre dal Monaco arrivano Brighton Labeau e Lacina Traoré. Dal canto suo, lo Strasburgo si ripresenta nella massima divisione francese rinforzan l'organico con gli acquisti di Nuno Da Costa dal Valenciennes, Benjamin Corgnet dal Saint-Étienne, Bakary Koné dal Malaga, Kenny Lala dal Lens e Jonas Martin dal Betis Siviglia. Si affida anche ai giovanissimi Bingourou Kamara e Martin Terrier provenienti rispettivamente da Tours e Lilla. Infine il Troyes acquista Oswaldo Vizcarrondo dal Nantes e Mathieu Deplagne dal Montpellier.

### Avvenimenti

#### Girone di andata
Desiderosa di riprendersi lo scettro della Ligue 1, il Paris SG del trio Mbappé-Cavani-Neymar parte con il turbo, vincendo gli scontri diretti contro Monaco e Lione, portandosi così a metà stagione con un distacco di +9 dalle inseguitrici: nelle prime 19 giornate riesce ad ottenere 50 punti con 58 reti all'attivo, frutto di 16 vittorie, tra cui si registrano due 6-2 ai danni di Tolosa e Bordeaux. L'unico intoppo è rappresentato dalla sconfitta per 2-1 contro la neopromossa Strasburgo, che rappresenta l'unica battuta di arresto della squadra della capitale. Solo in una partita nel girone d'andata il Paris SG rimane all'asciutto di reti, nello 0-0 contro il Montpellier. Il Monaco, nonostante le numerose partenze estive, chiude il girone d'andata con 41 punti, uno solo in meno della passata stagione, approfittando anche della vena realizzativa di Falcao. In più ad inizio stagione, grazie alla vittoria per 6-1 ai danni dell'Olympique Marsiglia, raggiunge il record di 16 vittorie consecutive in Ligue 1 (comprese quelle della stagione 2016-2017), superando il Bordeaux fermo a 14. L'Olympique Lione, a pari punti con il Monaco, e l'Olympique Marsiglia, con tre punti di ritardo dalle due squadre sopracitate, animano la lotta per la qualificazione in Champions League. L'Olympique Lione in particolare si affida al capitano Fekir, ai gol di Diaz e Depay e ai nuovi giovani come Tousart e Aouar, mentre l'Olympique Marsiglia di Garcia mantiene le attese dovute al nuovo progetto, anche grazie al talento di Gustavo a centrocampo e alle qualità di Thauvin. A cinque punti dai marsigliesi si posiziona il Nantes, grazie soprattutto al neo allenatore Ranieri, capace di dare un'identità forte alla squadra, compatta e solida difensivamente.
Solo 9 punti separano la sesta posizione, occupata dal Nizza di Balotelli (che conferma partita dopo partita la rinascita), dalla diciannovesima. Questo dovuto anche dal fallimento dei progetti di Saint-Etienne, Bordeaux e Lilla, che chiudono il girone di andata rispettivamente alle posizioni numero 15, 16 e 18. In particolare il Lilla, che ha speso oltre 75 milioni in reclutamenti estivi e che per problemi interni ha esonerato Bielsa, termina l'anno solare 2017 con 19 punti e 10 sconfitte.

#### Girone di ritorno
Nel girone di ritorno il Paris SG si conferma come assoluto dominatore del campionato e alla 32ª giornata guida la classifica con 14 punti sul Monaco. Nel turno successivo è in programma lo scontro diretto tra le due rivali: il Paris SG si impone con un netto 7-1 e festeggia la vittoria del titolo con cinque giornate d'anticipo sulla fine del torneo. A fine campionato i parigini collezionano 93 punti, frutto di 29 vittorie, 6 pareggi e 3 sconfitte. Alla fase a gironi di Champions League dell'anno successivo, oltre al Paris SG, si qualificano il Monaco e l'Olympique Lione, quest'ultimo senza passare dal terzo turno di qualificazione in virtù della vittoria dell'Europa League da parte dell'Atlético Madrid. I posti in Europa League sono ad appannaggio dell'Olympique Marsiglia, del Rennes e del Bordeaux. A retrocedere in Ligue 2 sono il Metz e il Troyes, mentre il Tolosa si salva nello spareggio interdivisionale superando l'Ajaccio.

## Squadre partecipanti
| Club                | Stagione  | Città                | Stadio                                     | Stagione precedente  |
| ------------------- | --------- | -------------------- | ------------------------------------------ | -------------------- |
| Amiens              | 2017-2018 | Amiens               | Stade de la Licorne                        | 2º posto in Ligue 2  |
| Angers              | 2017-2018 | Angers               | Stade Jean Bouin                           | 12º posto in Ligue 1 |
| Bordeaux            | 2017-2018 | Bordeaux             | Stade Matmut-Atlantique                    | 6º posto in Ligue 1  |
| Caen                | 2017-2018 | Caen                 | Stade Michel d'Ornano                      | 17º posto in Ligue 1 |
| Digione             | 2017-2018 | Digione              | Stade Gaston-Gérard                        | 16º posto in Ligue 1 |
| Guingamp            | 2017-2018 | Guingamp             | Stade de Roudourou                         | 10º posto in Ligue 1 |
| Lilla               | 2017-2018 | Lilla                | Stade Pierre-Mauroy (Villeneuve d'Ascq)    | 11º posto in Ligue 1 |
| Metz                | 2017-2018 | Metz                 | Stade Saint-Symphorien                     | 14º posto in Ligue 1 |
| Monaco              | 2017-2018 | Principato di Monaco | Stade Louis II (Fontvieille)               | Campione di Francia  |
| Montpellier         | 2017-2018 | Montpellier          | Stade de la Mosson                         | 15º posto in Ligue 1 |
| Nantes              | 2017-2018 | Nantes               | Stade de la Beaujoire                      | 7º posto in Ligue 1  |
| Nizza               | 2017-2018 | Nizza                | Allianz Riviera                            | 3º posto in Ligue 1  |
| Olympique Lione     | 2017-2018 | Lione                | Parc Olympique Lyonnais (Décines-Charpieu) | 4º posto in Ligue 1  |
| Olympique Marsiglia | 2017-2018 | Marsiglia            | Stade Vélodrome                            | 5º posto in Ligue 1  |
| Paris Saint-Germain | 2017-2018 | Parigi               | Parc des Princes                           | 2º posto in Ligue 1  |
| Rennes              | 2017-2018 | Rennes               | Roazhon Park                               | 9º posto in Ligue 1  |
| Saint-Étienne       | 2017-2018 | Saint-Étienne        | Stade Geoffroy-Guichard                    | 8º posto in Ligue 1  |
| Strasburgo          | 2017-2018 | Strasburgo           | Stade de la Meinau                         | Vincitore Ligue 2    |
| Tolosa              | 2017-2018 | Tolosa               | Stadium Municipal                          | 13º posto in Ligue 1 |
| Troyes              | 2017-2018 | Troyes               | Stade de l'Aube                            | 3º posto in Ligue 2  |

## Allenatori e primatisti
Sono quattro le squadre che hanno cambiato allenatore rispetto alla stagione precedente. Il Lilla, passata sotto nuova proprietà, affida la panchina nientemeno che a Marcelo Bielsa, con il quale aveva già un accordo nel febbraio dello scorso anno. Il Montpellier affida la panchina a Michel Der Zakarian, che ha già rivestito il ruolo sia di calciatore che di allenatore del MHFC. A Nantes l'allenatore Conceição decide di lasciare i Canarini per accettare l'offerta del Porto, e al suo posto subentra Claudio Ranieri. Il Saint-Étienne ingaggia Óscar García dal Salisburgo per sostituire il partente Galtier che lascia l'ASSE dopo 8 stagioni. Rinnova invece Leonardo Jardim dopo una fantastica stagione con il Monaco.
| Squadra             | Allenatore                                                             | Calciatore più presente                     | Cannoniere                      |
| ------------------- | ---------------------------------------------------------------------- | ------------------------------------------- | ------------------------------- |
| Amiens              | Christophe Pélissier                                                   | Régis Gurtner Harrison Manzala (35)         | Moussa Konaté (12)              |
| Angers              | Stéphane Moulin                                                        | Karl Toko Ekambi (34)                       | Karl Toko Ekambi (17)           |
| Bordeaux            | Jocelyn Gourvennec (1ª-21ª) Eric Bedouet (22ª) Gustavo Poyet           | Benoît Costil (33)                          | Malcom (9)                      |
| Caen                | Patrice Garande                                                        | Rémy Vercoutre Ronny Rodelin (34)           | Ivan Santini (10)               |
| Digione             | Olivier Dall'Oglio                                                     | Baptiste Reynet (35)                        | Wesley Saïd Kwon Chang-Hoon (9) |
| Guingamp            | Antoine Kombouaré                                                      | Karl-Johan Johnsson Christophe Kerbrat (35) | Jimmy Briand (10)               |
| Lilla               | Marcelo Bielsa (1ª-13ª) Fernando Da Cruz (14ª-19ª) Christophe Galtier  | Júnior Alonso Edgar Ié (32)                 | Nicolas Pépé (11)               |
| Metz                | Philippe Hinschberger (1ª-10ª) José Pinot Frédéric Hantz               | Renaud Cohade (35)                          | Nolan Roux (15)                 |
| Monaco              | Leonardo Jardim                                                        | Marcos Lopes (35)                           | Radamel Falcao (18)             |
| Montpellier         | Michel Der Zakarian                                                    | Benjamin Lecomte Isaac Mbenza (35)          | Giovanni Sio (10)               |
| Nantes              | Claudio Ranieri                                                        | Ciprian Tãtǎrușanu Adrien Thomasson (34)    | Emiliano Sala (12)              |
| Nizza               | Lucien Favre                                                           | Pierre Lees-Melou (33)                      | Mario Balotelli (15)            |
| Olympique Lione     | Bruno Génésio                                                          | Anthony Lopes Lucas Tousart (34)            | Mariano Diaz (18)               |
| O. Marsiglia        | Rudi Garcia                                                            | André Zambo Anguissa (34)                   | Florian Thauvin (20)            |
| Paris Saint-Germain | Unai Emery                                                             | Alphonse Areola (33)                        | Edinson Cavani (28)             |
| Rennes              | Christian Gourcuff (1ª-12ª) Sabri Lamouchi                             | Benjamin Bourigeaud (34)                    | Wahbi Khazri (9)                |
| Saint-Étienne       | Óscar García Junyent (1ª-12ª) Julien Sablé (13ª-19ª) Jean-Louis Gasset | Stéphane Ruffier (32)                       | Robert Berič (7)                |
| Strasburgo          | Thierry Laurey                                                         | Jonas Martin (34)                           | Stéphane Bahoken (6)            |
| Tolosa              | Pascal Dupraz (1ª-22ª) Michaël Debève                                  | Alban Lafont (35)                           | Max Gradel (7)                  |
| Troyes              | Jean-Louis Garcia                                                      | Samuel Grandsir (33)                        | Adama Niane (8)                 |

## Classifica finale
|        | Pos. | Squadra             | Pt | G  | V  | N  | P  | GF  | GS | DR  |
| ------ | ---- | ------------------- | -- | -- | -- | -- | -- | --- | -- | --- |
|        | 1.   | Paris Saint-Germain | 93 | 38 | 29 | 6  | 3  | 108 | 29 | +79 |
|        | 2.   | Monaco              | 80 | 38 | 24 | 8  | 6  | 85  | 45 | +40 |
| [ 77 ] | 3.   | Olympique Lione     | 78 | 38 | 23 | 9  | 6  | 87  | 43 | +44 |
|        | 4.   | Olympique Marsiglia | 77 | 38 | 22 | 11 | 5  | 80  | 47 | +33 |
| [ 78 ] | 5.   | Rennes              | 58 | 38 | 16 | 10 | 12 | 50  | 44 | +6  |
| [ 79 ] | 6.   | Bordeaux            | 55 | 38 | 16 | 7  | 15 | 53  | 48 | +5  |
|        | 7.   | Saint-Étienne       | 55 | 38 | 15 | 10 | 13 | 47  | 50 | -3  |
|        | 8.   | Nizza               | 54 | 38 | 15 | 9  | 14 | 53  | 52 | +1  |
|        | 9.   | Nantes              | 52 | 38 | 14 | 10 | 14 | 36  | 41 | -5  |
|        | 10.  | Montpellier         | 51 | 38 | 11 | 18 | 9  | 36  | 33 | +3  |
|        | 11.  | Digione             | 48 | 38 | 13 | 9  | 16 | 55  | 73 | -18 |
|        | 12.  | Guingamp            | 47 | 38 | 12 | 11 | 15 | 48  | 59 | -11 |
|        | 13.  | Amiens              | 45 | 38 | 12 | 9  | 17 | 37  | 42 | -5  |
|        | 14.  | Angers              | 41 | 38 | 9  | 14 | 15 | 42  | 52 | -10 |
|        | 15.  | Strasburgo          | 38 | 38 | 9  | 11 | 18 | 44  | 67 | -23 |
|        | 16.  | Caen                | 38 | 38 | 10 | 8  | 20 | 27  | 52 | -25 |
|        | 17.  | Lilla               | 38 | 38 | 10 | 8  | 20 | 41  | 67 | -26 |
|        | 18.  | Tolosa              | 37 | 38 | 9  | 10 | 19 | 38  | 54 | -16 |
|        | 19.  | Troyes              | 33 | 38 | 9  | 6  | 23 | 32  | 59 | -27 |
|        | 20.  | Metz                | 26 | 38 | 6  | 8  | 24 | 34  | 76 | -42 |

Legenda:
      Campione di Francia e ammessa alla Fase a gironi della  UEFA Champions League 2018-2019.
      Ammessa alla Fase a gironi della UEFA Champions League 2018-2019.
      Ammesse alla Fase a gironi della UEFA Europa League 2018-2019.
      Ammessa al secondo turno di qualificazione della UEFA Europa League 2018-2019
 Ammessa allo Spareggio promozione-retrocessione contro la vincitrice dei play-off di Ligue 2 2017-2018.
      Retrocesse in Ligue 2 2018-2019.
Note:

Tre punti a vittoria, uno a pareggio, zero a sconfitta.
In caso di parità di punti, la graduatoria dei club ex aequo, viene determinata secondo i seguenti criteri:
* Differenza reti generale
* Classifica avulsa
* Punti conquistati negli scontri diretti
* Differenza reti negli scontri diretti
* Reti totali realizzate negli scontri diretti
* Reti realizzate in trasferta negli scontri diretti
* Reti realizzate in generale
* Reti realizzate in trasferta in generale
* Maggior numero di reti realizzate in una partita di campionato
* Miglior piazzamento nel Classement du fair-play (un punto per calciatore ammonito; tre punti per calciatore espulso).

### Squadra campione
| Formazione tipo | Giocatori (presenze)  |
| --- | --------------------- |
| Areola D. Alves Kimpembe T. Silva Meunier Lo Celso Verratti Rabiot Di María Cavani Mbappé | Alphonse Areola (33)  |
| Areola D. Alves Kimpembe T. Silva Meunier Lo Celso Verratti Rabiot Di María Cavani Mbappé | Dani Alves (25)       |
| Areola D. Alves Kimpembe T. Silva Meunier Lo Celso Verratti Rabiot Di María Cavani Mbappé | Presnel Kimpembe (27) |
| Areola D. Alves Kimpembe T. Silva Meunier Lo Celso Verratti Rabiot Di María Cavani Mbappé | Thiago Silva (25)     |
| Areola D. Alves Kimpembe T. Silva Meunier Lo Celso Verratti Rabiot Di María Cavani Mbappé | Thomas Meunier (23)   |
| Areola D. Alves Kimpembe T. Silva Meunier Lo Celso Verratti Rabiot Di María Cavani Mbappé | Giovani Lo Celso (33) |
| Areola D. Alves Kimpembe T. Silva Meunier Lo Celso Verratti Rabiot Di María Cavani Mbappé | Marco Verratti (22)   |
| Areola D. Alves Kimpembe T. Silva Meunier Lo Celso Verratti Rabiot Di María Cavani Mbappé | Adrien Rabiot (32)    |
| Areola D. Alves Kimpembe T. Silva Meunier Lo Celso Verratti Rabiot Di María Cavani Mbappé | Ángel Di María (30)   |
| Areola D. Alves Kimpembe T. Silva Meunier Lo Celso Verratti Rabiot Di María Cavani Mbappé | Edinson Cavani (32)   |
| Areola D. Alves Kimpembe T. Silva Meunier Lo Celso Verratti Rabiot Di María Cavani Mbappé | Kylian Mbappé (27)    |
| Altri giocatori: Julian Draxler (30), Marquinhos (25), Javier Pastore (24), Yuri Berchiche (21), Neymar (20), Layvin Kurzawa (20), Christopher Nkunku (19), Thiago Motta (18), Lassana Diarra (9), Lucas (5), Kevin Trapp (4), Blaise Matuidi (2), Timothy Weah (2), Gonçalo Guedes (1), Stanley Nsoki (1). |                       |

## Risultati

### Tabellone
|               | Ami  | Ang  | Bor  | Cae  | Dig  | Gui  | Lil  | Met  | Mon  | Mot  | Nan  | Niz  | OLi  | OMa  | PSG  | Ren  | SÉt  | Str  | Tol  | Tro  |
| ------------- | ---- | ---- | ---- | ---- | ---- | ---- | ---- | ---- | ---- | ---- | ---- | ---- | ---- | ---- | ---- | ---- | ---- | ---- | ---- | ---- |
| Amiens        | –––– | 0-2  | 1-0  | 3-0  | 2-1  | 3-1  | 3-0  | 2-0  | 1-1  | 1-1  | 0-1  | 3-0  | 1-2  | 0-2  | 2-2  | 0-2  | 0-2  | 3-1  | 0-0  | 1-1  |
| Angers        | 1-0  | –––– | 2-2  | 3-0  | 2-1  | 3-0  | 1-1  | 0-1  | 0-4  | 1-1  | 0-2  | 1-1  | 3-3  | 1-1  | 0-5  | 1-2  | 0-1  | 1-1  | 0-1  | 3-1  |
| Bordeaux      | 3-2  | 0-0  | –––– | 0-2  | 3-1  | 3-1  | 2-1  | 2-0  | 0-2  | 0-2  | 1-1  | 0-0  | 3-1  | 1-1  | 0-1  | 0-2  | 3-0  | 0-3  | 4-2  | 2-1  |
| Caen          | 1-0  | 0-2  | 1-0  | –––– | 2-1  | 0-0  | 0-1  | 1-0  | 1-2  | 1-3  | 3-2  | 1-1  | 1-2  | 0-2  | 0-0  | 2-2  | 0-1  | 2-0  | 0-0  | 1-0  |
| Digione       | 1-1  | 2-1  | 3-2  | 2-0  | –––– | 3-1  | 3-0  | 1-1  | 1-4  | 2-1  | 1-0  | 3-2  | 2-5  | 1-3  | 1-2  | 2-1  | 0-1  | 1-1  | 3-1  | 3-1  |
| Guingamp      | 1-1  | 1-1  | 2-1  | 0-0  | 4-0  | –––– | 1-0  | 2-2  | 3-1  | 0-0  | 0-3  | 2-5  | 0-2  | 3-3  | 0-3  | 2-0  | 2-1  | 2-0  | 1-1  | 4-0  |
| Lilla         | 0-1  | 1-2  | 0-0  | 0-2  | 2-1  | 2-2  | –––– | 3-1  | 0-4  | 1-1  | 3-0  | 1-1  | 2-2  | 0-1  | 0-3  | 1-2  | 3-1  | 2-1  | 1-0  | 2-2  |
| Metz          | 0-2  | 1-2  | 0-4  | 1-1  | 1-2  | 1-3  | 0-3  | –––– | 0-1  | 0-0  | 1-1  | 2-1  | 0-5  | 0-3  | 1-5  | 1-1  | 3-0  | 3-0  | 1-1  | 0-1  |
| Monaco        | 0-0  | 1-0  | 2-1  | 2-0  | 4-0  | 6-0  | 2-1  | 3-1  | –––– | 1-1  | 2-1  | 2-2  | 3-2  | 6-1  | 1-2  | 2-1  | 1-0  | 3-0  | 3-2  | 3-2  |
| Montpellier   | 1-1  | 2-1  | 1-3  | 1-0  | 2-2  | 1-1  | 3-0  | 1-3  | 0-0  | –––– | 0-1  | 2-0  | 1-1  | 1-1  | 0-0  | 0-1  | 0-1  | 1-1  | 2-1  | 1-1  |
| Nantes        | 0-1  | 1-0  | 0-1  | 1-0  | 1-1  | 2-1  | 2-2  | 1-0  | 1-0  | 0-2  | –––– | 1-2  | 0-0  | 0-1  | 0-1  | 1-1  | 0-3  | 1-0  | 2-1  | 1-0  |
| Nizza         | 1-0  | 2-2  | 1-0  | 4-1  | 1-0  | 2-0  | 2-1  | 3-1  | 4-0  | 1-0  | 1-1  | –––– | 0-5  | 2-4  | 1-2  | 1-1  | 1-0  | 1-2  | 0-1  | 1-2  |
| O. Lione      | 3-0  | 1-1  | 3-3  | 1-0  | 3-3  | 2-1  | 1-2  | 2-0  | 3-2  | 0-0  | 2-0  | 3-2  | –––– | 2-0  | 2-1  | 0-2  | 1-1  | 4-0  | 2-0  | 3-0  |
| O. Marsiglia  | 2-1  | 1-1  | 1-0  | 5-0  | 3-0  | 1-0  | 5-1  | 6-3  | 2-2  | 0-0  | 1-1  | 2-1  | 2-3  | –––– | 2-2  | 1-3  | 3-0  | 2-0  | 2-0  | 3-1  |
| PSG           | 2-0  | 2-1  | 6-2  | 3-1  | 8-0  | 2-2  | 3-1  | 5-0  | 7-1  | 4-0  | 4-1  | 3-0  | 2-0  | 3-0  | –––– | 0-2  | 3-0  | 5-2  | 6-2  | 2-0  |
| Rennes        | 2-0  | 1-0  | 1-0  | 0-1  | 2-2  | 0-1  | 1-0  | 1-2  | 1-1  | 1-1  | 2-1  | 0-1  | 1-2  | 0-3  | 1-4  | –––– | 1-1  | 2-1  | 2-1  | 2-0  |
| Saint-Étienne | 3-0  | 1-1  | 1-3  | 2-1  | 2-2  | 2-0  | 5-0  | 3-1  | 0-4  | 0-1  | 1-1  | 1-0  | 0-5  | 2-2  | 1-1  | 2-2  | –––– | 2-2  | 2-0  | 2-1  |
| Strasburgo    | 0-1  | 2-2  | 0-2  | 0-0  | 3-2  | 0-2  | 3-0  | 2-2  | 1-3  | 0-0  | 1-2  | 1-1  | 3-2  | 3-3  | 2-1  | 2-1  | 0-1  | –––– | 2-1  | 2-1  |
| Tolosa        | 1-0  | 2-0  | 0-1  | 2-0  | 0-1  | 2-1  | 2-3  | 0-0  | 3-3  | 1-0  | 1-1  | 1-2  | 1-2  | 1-2  | 0-1  | 3-2  | 0-0  | 2-2  | –––– | 1-0  |
| Troyes        | 1-0  | 3-0  | 0-1  | 3-1  | 0-0  | 0-1  | 1-0  | 1-0  | 0-3  | 0-1  | 0-1  | 0-3  | 0-5  | 2-3  | 0-2  | 1-1  | 2-1  | 3-0  | 0-0  | –––– |

### Calendario

#### Girone di andata
| 1ª giornata |                      |     |
|             |                      |     |
| 6 ago.      | Angers-Bordeaux      | 2-2 |
| 6 ago.      | Lilla-Nantes         | 3-0 |
| 5 ago.      | Metz-Guingamp        | 1-3 |
| 4 ago.      | Monaco-Tolosa        | 3-2 |
| 5 ago.      | Montpellier-Caen     | 1-0 |
| 5 ago.      | O. Lione-Strasburgo  | 4-0 |
| 6 ago.      | O. Marsiglia-Digione | 3-0 |
| 5 ago.      | PSG-Amiens           | 2-0 |
| 5 ago.      | Saint-Étienne-Nizza  | 1-0 |
| 5 ago.      | Troyes-Rennes        | 1-1 |

| 2ª giornata |                     |     |
|             |                     |     |
| 12 ago.     | Amiens-Angers       | 0-2 |
| 12 ago.     | Bordeaux-Metz       | 2-0 |
| 12 ago.     | Caen-Saint-Étienne  | 0-1 |
| 13 ago.     | Digione-Monaco      | 1-4 |
| 13 ago.     | Guingamp-PSG        | 0-3 |
| 12 ago.     | Nantes-O. Marsiglia | 0-1 |
| 11 ago.     | Nizza-Troyes        | 1-2 |
| 11 ago.     | Rennes-O. Lione     | 1-2 |
| 13 ago.     | Strasburgo-Lilla    | 3-0 |
| 12 ago.     | Tolosa-Montpellier  | 1-0 |

| 3ª giornata |                        |     |
|             |                        |     |
| 20 ago.     | Lilla-Caen             | 0-2 |
| 18 ago.     | Metz-Monaco            | 0-1 |
| 19 ago.     | Montpellier-Strasburgo | 1-1 |
| 19 ago.     | Nizza-Guingamp         | 2-0 |
| 19 ago.     | O. Lione-Bordeaux      | 3-3 |
| 20 ago.     | O. Marsiglia-Angers    | 1-1 |
| 20 ago.     | PSG-Tolosa             | 6-2 |
| 19 ago.     | Rennes-Digione         | 2-2 |
| 19 ago.     | Saint-Étienne-Amiens   | 3-0 |
| 19 ago.     | Troyes-Nantes          | 0-1 |

| 4ª giornata |                     |     |
|             |                     |     |
| 26 ago.     | Amiens-Nizza        | 3-0 |
| 27 ago.     | Angers-Lilla        | 1-1 |
| 26 ago.     | Bordeaux-Troyes     | 2-1 |
| 26 ago.     | Caen-Metz           | 1-0 |
| 26 ago.     | Digione-Montpellier | 2-1 |
| 27 ago.     | Guingamp-Strasburgo | 2-0 |
| 27 ago.     | Monaco-O. Marsiglia | 6-1 |
| 26 ago.     | Nantes-O. Lione     | 0-0 |
| 25 ago.     | PSG-Saint-Étienne   | 3-0 |
| 26 ago.     | Tolosa-Rennes       | 3-2 |

| 5ª giornata |                      |     |
|             |                      |     |
| 9 set.      | Caen-Digione         | 2-1 |
| 8 set.      | Lilla-Bordeaux       | 0-0 |
| 8 set.      | Metz-PSG             | 1-5 |
| 9 set.      | Montpellier-Nantes   | 0-1 |
| 9 set.      | Nizza-Monaco         | 4-0 |
| 10 set.     | O. Lione-Guingamp    | 2-1 |
| 10 set.     | O. Marsiglia-Rennes  | 1-3 |
| 10 set.     | Saint-Étienne-Angers | 1-1 |
| 9 set.      | Strasburgo-Amiens    | 0-1 |
| 9 set.      | Troyes-Tolosa        | 0-0 |

| 6ª giornata |                       |     |
|             |                       |     |
| 17 set.     | Amiens-O. Marsiglia   | 0-2 |
| 17 set.     | Angers-Metz           | 0-1 |
| 16 set.     | Digione-Saint-Étienne | 0-1 |
| 16 set.     | Guingamp-Lilla        | 1-0 |
| 16 set.     | Monaco-Strasburgo     | 3-0 |
| 16 set.     | Nantes-Caen           | 1-0 |
| 17 set.     | PSG-O. Lione          | 2-0 |
| 17 set.     | Rennes-Nizza          | 0-1 |
| 15 set.     | Tolosa-Bordeaux       | 0-1 |
| 16 set.     | Troyes-Montpellier    | 0-1 |

| 7ª giornata |                      |     |
|             |                      |     |
| 23 set.     | Bordeaux-Guingamp    | 3-1 |
| 23 set.     | Caen-Amiens          | 1-0 |
| 22 set.     | Lilla-Monaco         | 0-4 |
| 23 set.     | Metz-Troyes          | 0-1 |
| 23 set.     | Montpellier-PSG      | 0-0 |
| 22 set.     | Nizza-Angers         | 2-2 |
| 23 set.     | O. Lione-Digione     | 3-3 |
| 24 set.     | O. Marsiglia-Tolosa  | 2-0 |
| 24 set.     | Saint-Étienne-Rennes | 2-2 |
| 24 set.     | Strasburgo-Nantes    | 1-2 |

| 8ª giornata |                      |     |
|             |                      |     |
| 20 nov.     | Amiens-Lilla         | 3-0 |
| 1° ott.     | Angers-O. Lione      | 3-3 |
| 30 set.     | Digione-Strasburgo   | 1-1 |
| 30 set.     | Guingamp-Tolosa      | 1-1 |
| 29 set.     | Monaco-Montpellier   | 1-1 |
| 30 set.     | Nantes-Metz          | 1-0 |
| 1° ott.     | Nizza-O. Marsiglia   | 2-4 |
| 30 set.     | PSG-Bordeaux         | 6-2 |
| 30 set.     | Rennes-Caen          | 0-1 |
| 1° ott.     | Troyes-Saint-Étienne | 2-1 |

| 9ª giornata |                         |     |
|             |                         |     |
| 15 ott.     | Bordeaux-Nantes         | 1-1 |
| 14 ott.     | Caen-Angers             | 0-2 |
| 14 ott.     | Digione-PSG             | 1-2 |
| 14 ott.     | Guingamp-Rennes         | 2-0 |
| 14 ott.     | Lilla-Troyes            | 2-2 |
| 15 ott.     | Montpellier-Nizza       | 2-0 |
| 13 ott.     | O. Lione-Monaco         | 3-2 |
| 14 ott.     | Saint-Étienne-Metz      | 3-1 |
| 15 ott.     | Strasburgo-O. Marsiglia | 3-3 |
| 14 ott.     | Tolosa-Amiens           | 1-0 |

| 10ª giornata |                           |     |
|              |                           |     |
| 21 ott.      | Amiens-Bordeaux           | 1-0 |
| 21 ott.      | Angers-Tolosa             | 0-1 |
| 21 ott.      | Metz-Digione              | 1-2 |
| 21 ott.      | Monaco-Caen               | 2-0 |
| 21 ott.      | Nantes-Guingamp           | 2-1 |
| 22 ott.      | Nizza-Strasburgo          | 1-2 |
| 22 ott.      | O. Marsiglia-PSG          | 2-2 |
| 21 ott.      | Rennes-Lilla              | 1-0 |
| 20 ott.      | Saint-Étienne-Montpellier | 0-1 |
| 22 ott.      | Troyes-O. Lione           | 0-5 |

| 11ª giornata |                      |     |
|              |                      |     |
| 28 ott.      | Bordeaux-Monaco      | 0-2 |
| 28 ott.      | Caen-Troyes          | 1-0 |
| 28 ott.      | Digione-Nantes       | 1-0 |
| 28 ott.      | Guingamp-Amiens      | 1-1 |
| 29 ott.      | Lilla-O. Marsiglia   | 0-1 |
| 28 ott.      | Montpellier-Rennes   | 0-1 |
| 29 ott.      | O. Lione-Metz        | 2-0 |
| 27 ott.      | PSG-Nizza            | 3-0 |
| 28 ott.      | Strasburgo-Angers    | 2-2 |
| 29 ott.      | Tolosa-Saint-Étienne | 0-0 |

| 12ª giornata |                        |     |
|              |                        |     |
| 4 nov.       | Angers-PSG             | 0-5 |
| 5 nov.       | Metz-Lilla             | 0-3 |
| 4 nov.       | Monaco-Guingamp        | 6-0 |
| 4 nov.       | Montpellier-Amiens     | 1-1 |
| 4 nov.       | Nantes-Tolosa          | 2-1 |
| 5 nov.       | Nizza-Digione          | 1-0 |
| 5 nov.       | O. Marsiglia-Caen      | 5-0 |
| 3 nov.       | Rennes-Bordeaux        | 1-0 |
| 5 nov.       | Saint-Étienne-O. Lione | 0-5 |
| 4 nov.       | Troyes-Strasburgo      | 3-0 |

| 13ª giornata |                       |     |
|              |                       |     |
| 17 nov.      | Amiens-Monaco         | 1-1 |
| 19 nov.      | Bordeaux-O. Marsiglia | 1-1 |
| 19 nov.      | Caen-Nizza            | 1-1 |
| 18 nov.      | Digione-Troyes        | 3-1 |
| 18 nov.      | Guingamp-Angers       | 1-1 |
| 17 nov.      | Lilla-Saint-Étienne   | 3-1 |
| 19 nov.      | O. Lione-Montpellier  | 0-0 |
| 18 nov.      | PSG-Nantes            | 4-1 |
| 18 nov.      | Strasburgo-Rennes     | 2-1 |
| 18 nov.      | Tolosa-Metz           | 0-0 |

| 14ª giornata |                          |     |
|              |                          |     |
| 25 nov.      | Caen-Bordeaux            | 1-0 |
| 25 nov.      | Digione-Tolosa           | 3-1 |
| 25 nov.      | Metz-Amiens              | 0-2 |
| 26 nov.      | Monaco-PSG               | 0-2 |
| 25 nov.      | Montpellier-Lilla        | 3-0 |
| 26 nov.      | Nizza-O. Lione           | 0-5 |
| 26 nov.      | O. Marsiglia-Guingamp    | 1-0 |
| 25 nov.      | Rennes-Nantes            | 2-1 |
| 24 nov.      | Saint-Étienne-Strasburgo | 2-2 |
| 25 nov.      | Troyes-Angers            | 3-0 |

| 15ª giornata |                        |     |
|              |                        |     |
| 28 nov.      | Amiens-Digione         | 2-1 |
| 29 nov.      | Angers-Rennes          | 1-2 |
| 28 nov.      | Bordeaux-Saint-Étienne | 3-0 |
| 29 nov.      | Guingamp-Montpellier   | 0-0 |
| 29 nov.      | Metz-O. Marsiglia      | 0-3 |
| 29 nov.      | Nantes-Monaco          | 1-0 |
| 29 nov.      | O. Lione-Lilla         | 1-2 |
| 29 nov.      | PSG-Troyes             | 2-0 |
| 28 nov.      | Strasburgo-Caen        | 0-0 |
| 29 nov.      | Tolosa-Nizza           | 1-2 |

| 16ª giornata |                          |     |
|              |                          |     |
| 3 dic.       | Caen-O. Lione            | 1-2 |
| 1° dic.      | Digione-Bordeaux         | 3-2 |
| 2 dic.       | Lilla-Tolosa             | 1-0 |
| 2 dic.       | Monaco-Angers            | 1-0 |
| 3 dic.       | Montpellier-O. Marsiglia | 1-1 |
| 2 dic.       | Nizza-Metz               | 3-1 |
| 2 dic.       | Rennes-Amiens            | 2-0 |
| 3 dic.       | Saint-Étienne-Nantes     | 1-1 |
| 2 dic.       | Strasburgo-PSG           | 2-1 |
| 2 dic.       | Troyes-Guingamp          | 0-1 |

| 17ª giornata |                            |     |
|              |                            |     |
| 10 dic.      | Amiens-O. Lione            | 1-2 |
| 9 dic.       | Angers-Montpellier         | 1-1 |
| 8 dic.       | Bordeaux-Strasburgo        | 0-3 |
| 9 dic.       | Guingamp-Digione           | 4-0 |
| 9 dic.       | Metz-Rennes                | 1-1 |
| 9 dic.       | Monaco-Troyes              | 3-2 |
| 10 dic.      | Nantes-Nizza               | 1-2 |
| 10 dic.      | O. Marsiglia-Saint-Étienne | 3-0 |
| 9 dic.       | PSG-Lilla                  | 3-1 |
| 9 dic.       | Tolosa-Caen                | 2-0 |

| 18ª giornata |                       |     |
|              |                       |     |
| 16 dic.      | Caen-Guingamp         | 0-0 |
| 16 dic.      | Digione-Lilla         | 3-0 |
| 16 dic.      | Montpellier-Metz      | 1-3 |
| 17 dic.      | Nantes-Angers         | 1-0 |
| 17 dic.      | Nizza-Bordeaux        | 1-0 |
| 17 dic.      | O. Lione-O. Marsiglia | 2-0 |
| 16 dic.      | Rennes-PSG            | 1-4 |
| 15 dic.      | Saint-Étienne-Monaco  | 0-4 |
| 16 dic.      | Strasburgo-Tolosa     | 2-1 |
| 16 dic.      | Troyes-Amiens         | 1-0 |

| \| 19ª giornata \| \| \| \| \| \| \| \| 20 dic. \| Amiens-Nantes \| 0-1 \| \| 20 dic. \| Angers-Digione \| 2-1 \| \| 20 dic. \| Bordeaux-Montpellier \| 0-2 \| \| 20 dic. \| Guingamp-Saint-Étienne \| 2-1 \| \| 20 dic. \| Lilla-Nizza \| 1-1 \| \| 20 dic. \| Metz-Strasburgo \| 3-0 \| \| 20 dic. \| Monaco-Rennes \| 2-1 \| \| 20 dic. \| O. Marsiglia-Troyes \| 3-1 \| \| 20 dic. \| PSG-Caen \| 3-1 \| \| 20 dic. \| Tolosa-O. Lione \| 1-2 \| |                        |     |
| 19ª giornata |                        |     |
| |                        |     |
| 20 dic. | Amiens-Nantes          | 0-1 |
| 20 dic. | Angers-Digione         | 2-1 |
| 20 dic. | Bordeaux-Montpellier   | 0-2 |
| 20 dic. | Guingamp-Saint-Étienne | 2-1 |
| 20 dic. | Lilla-Nizza            | 1-1 |
| 20 dic. | Metz-Strasburgo        | 3-0 |
| 20 dic. | Monaco-Rennes          | 2-1 |
| 20 dic. | O. Marsiglia-Troyes    | 3-1 |
| 20 dic. | PSG-Caen               | 3-1 |
| 20 dic. | Tolosa-O. Lione        | 1-2 |

#### Girone di ritorno
| 20ª giornata |                      |     |
|              |                      |     |
| 13 gen.      | Caen-Lilla           | 0-1 |
| 13 gen.      | Digione-Metz         | 1-1 |
| 13 gen.      | Montpellier-Monaco   | 0-0 |
| 14 gen.      | Nantes-PSG           | 0-1 |
| 13 gen.      | Nizza-Amiens         | 1-0 |
| 14 gen.      | O. Lione-Angers      | 1-1 |
| 13 gen.      | Rennes-O. Marsiglia  | 0-3 |
| 14 gen.      | Saint-Étienne-Tolosa | 2-0 |
| 12 gen.      | Strasburgo-Guingamp  | 0-2 |
| 13 gen.      | Troyes-Bordeaux      | 0-1 |

| 21ª giornata |                         |     |
|              |                         |     |
| 17 gen.      | Amiens-Montpellier      | 1-1 |
| 17 gen.      | Angers-Troyes           | 3-1 |
| 16 gen.      | Bordeaux-Caen           | 0-2 |
| 17 gen.      | Guingamp-O. Lione       | 0-2 |
| 17 gen.      | Lilla-Rennes            | 1-2 |
| 17 gen.      | Metz-Saint-Étienne      | 3-0 |
| 16 gen.      | Monaco-Nizza            | 2-2 |
| 16 gen.      | O. Marsiglia-Strasburgo | 2-0 |
| 17 gen.      | PSG-Digione             | 8-0 |
| 17 gen.      | Tolosa-Nantes           | 1-1 |

| 22ª giornata |                     |     |
|              |                     |     |
| 20 gen.      | Amiens-Guingamp     | 3-1 |
| 19 gen.      | Caen-O. Marsiglia   | 0-2 |
| 21 gen.      | Monaco-Metz         | 3-1 |
| 20 gen.      | Montpellier-Tolosa  | 2-1 |
| 20 gen.      | Nantes-Bordeaux     | 0-1 |
| 21 gen.      | Nizza-Saint-Étienne | 1-0 |
| 21 gen.      | O. Lione-PSG        | 2-1 |
| 20 gen.      | Rennes-Angers       | 1-0 |
| 20 gen.      | Strasburgo-Digione  | 3-2 |
| 20 gen.      | Troyes-Lilla        | 1-0 |

| 23ª giornata |                     |     |
|              |                     |     |
| 27 gen.      | Angers-Amiens       | 1-0 |
| 28 gen.      | Bordeaux-O. Lione   | 3-1 |
| 26 gen.      | Digione-Rennes      | 2-1 |
| 26 gen.      | Guingamp-Nantes     | 0-3 |
| 28 gen.      | Lilla-Strasburgo    | 2-1 |
| 26 gen.      | Metz-Nizza          | 2-1 |
| 28 gen.      | O. Marsiglia-Monaco | 2-2 |
| 26 gen.      | PSG-Montpellier     | 4-0 |
| 26 gen.      | Saint-Étienne-Caen  | 2-1 |
| 26 gen.      | Tolosa-Troyes       | 1-0 |

| 24ª giornata |                      |     |
|              |                      |     |
| 3 feb.       | Amiens-Saint-Étienne | 0-2 |
| 4 feb.       | Caen-Nantes          | 3-2 |
| 3 feb.       | Lilla-PSG            | 0-3 |
| 4 feb.       | Monaco-O. Lione      | 3-2 |
| 3 feb.       | Montpellier-Angers   | 2-1 |
| 3 feb.       | Nizza-Tolosa         | 0-1 |
| 2 feb.       | O. Marsiglia-Metz    | 6-3 |
| 4 feb.       | Rennes-Guingamp      | 0-1 |
| 3 feb.       | Strasburgo-Bordeaux  | 0-2 |
| 20 feb.      | Troyes-Digione       | 0-0 |

| 25ª giornata |                            |     |
|              |                            |     |
| 10 feb.      | Angers-Monaco              | 0-4 |
| 10 feb.      | Bordeaux-Amiens            | 3-2 |
| 10 feb.      | Digione-Nizza              | 3-2 |
| 10 feb.      | Guingamp-Caen              | 0-0 |
| 10 feb.      | Metz-Montpellier           | 0-1 |
| 11 feb.      | Nantes-Lilla               | 2-2 |
| 11 feb.      | O. Lione-Rennes            | 0-2 |
| 9 feb.       | Saint-Étienne-O. Marsiglia | 2-2 |
| 11 feb.      | Strasburgo-Troyes          | 2-1 |
| 10 feb.      | Tolosa-PSG                 | 0-1 |

| 26ª giornata |                       |     |
|              |                       |     |
| 17 feb.      | Amiens-Tolosa         | 0-0 |
| 17 feb.      | Angers-Saint-Étienne  | 0-1 |
| 17 feb.      | Caen-Rennes           | 2-2 |
| 18 feb.      | Lilla-O. Lione        | 2-2 |
| 16 feb.      | Monaco-Digione        | 4-0 |
| 17 feb.      | Montpellier-Guingamp  | 1-1 |
| 18 feb.      | Nizza-Nantes          | 1-1 |
| 18 feb.      | O. Marsiglia-Bordeaux | 1-0 |
| 17 feb.      | PSG-Strasburgo        | 5-2 |
| 17 feb.      | Troyes-Metz           | 1-0 |

| 27ª giornata |                        |     |
|              |                        |     |
| 25 feb.      | Bordeaux-Nizza         | 0-0 |
| 24 feb.      | Digione-Caen           | 2-0 |
| 24 feb.      | Guingamp-Metz          | 2-2 |
| 24 feb.      | Lilla-Angers           | 1-2 |
| 24 feb.      | Nantes-Amiens          | 0-1 |
| 25 feb.      | O. Lione-Saint-Étienne | 1-1 |
| 25 feb.      | PSG-O. Marsiglia       | 3-0 |
| 24 feb.      | Rennes-Troyes          | 2-0 |
| 23 feb.      | Strasburgo-Montpellier | 0-0 |
| 24 feb.      | Tolosa-Monaco          | 3-3 |

| 28ª giornata |                       |     |
|              |                       |     |
| 3 mar.       | Amiens-Rennes         | 0-2 |
| 3 mar.       | Angers-Guingamp       | 3-0 |
| 4 mar.       | Caen-Strasburgo       | 2-0 |
| 3 mar.       | Metz-Tolosa           | 1-1 |
| 2 mar.       | Monaco-Bordeaux       | 2-1 |
| 4 mar.       | Montpellier-O. Lione  | 1-1 |
| 2 mar.       | Nizza-Lilla           | 2-1 |
| 4 mar.       | O. Marsiglia-Nantes   | 1-1 |
| 3 mar.       | Saint-Étienne-Digione | 2-2 |
| 3 mar.       | Troyes-PSG            | 0-2 |

| 29ª giornata |                      |     |
|              |                      |     |
| 10 mar.      | Bordeaux-Angers      | 0-0 |
| 10 mar.      | Digione-Amiens       | 1-1 |
| 11 mar.      | Guingamp-Nizza       | 2-5 |
| 10 mar.      | Lilla-Montpellier    | 1-1 |
| 10 mar.      | Nantes-Troyes        | 1-0 |
| 11 mar.      | O. Lione-Caen        | 1-0 |
| 10 mar.      | PSG-Metz             | 5-0 |
| 10 mar.      | Rennes-Saint-Étienne | 1-1 |
| 9 mar.       | Strasburgo-Monaco    | 1-3 |
| 11 mar.      | Tolosa-O. Marsiglia  | 1-2 |

| 30ª giornata |                        |     |
|              |                        |     |
| 17 mar.      | Amiens-Troyes          | 1-1 |
| 17 mar.      | Angers-Caen            | 3-0 |
| 17 mar.      | Bordeaux-Rennes        | 0-2 |
| 18 mar.      | Metz-Nantes            | 1-1 |
| 16 mar.      | Monaco-Lilla           | 2-1 |
| 17 mar.      | Montpellier-Digione    | 2-2 |
| 18 mar.      | Nizza-PSG              | 1-2 |
| 18 mar.      | O. Marsiglia-O. Lione  | 2-3 |
| 18 mar.      | Saint-Étienne-Guingamp | 2-0 |
| 17 mar.      | Tolosa-Strasburgo      | 2-2 |

| 31ª giornata |                      |     |
|              |                      |     |
| 1° apr.      | Caen-Montpellier     | 1-3 |
| 31 mar.      | Digione-O. Marsiglia | 1-3 |
| 1° apr.      | Guingamp-Bordeaux    | 2-1 |
| 1° apr.      | Lilla-Amiens         | 0-1 |
| 1° apr.      | Nantes-Saint-Étienne | 0-3 |
| 1° apr.      | O. Lione-Tolosa      | 2-0 |
| 14 mar.      | PSG-Angers           | 2-1 |
| 4 apr.       | Rennes-Monaco        | 1-1 |
| 1° apr.      | Strasburgo-Metz      | 2-2 |
| 1° apr.      | Troyes-Nizza         | 0-3 |

| 32ª giornata |                          |     |
|              |                          |     |
| 7 apr.       | Amiens-Caen              | 3-0 |
| 7 apr.       | Angers-Strasburgo        | 1-1 |
| 7 apr.       | Bordeaux-Lilla           | 2-1 |
| 7 apr.       | Guingamp-Troyes          | 4-0 |
| 8 apr.       | Metz-O. Lione            | 0-5 |
| 7 apr.       | Monaco-Nantes            | 2-1 |
| 8 apr.       | Nizza-Rennes             | 1-1 |
| 8 apr.       | O. Marsiglia-Montpellier | 0-0 |
| 6 apr.       | Saint-Étienne-PSG        | 1-1 |
| 7 apr.       | Tolosa-Digione           | 0-1 |

| 33ª giornata |                          |     |
|              |                          |     |
| 13 apr.      | Angers-Nizza             | 1-1 |
| 25 apr.      | Caen-Tolosa              | 0-0 |
| 14 apr.      | Lilla-Guingamp           | 2-2 |
| 14 apr.      | Montpellier-Bordeaux     | 1-3 |
| 14 apr.      | Nantes-Digione           | 1-1 |
| 14 apr.      | O. Lione-Amiens          | 3-0 |
| 15 apr.      | PSG-Monaco               | 7-1 |
| 14 apr.      | Rennes-Metz              | 1-2 |
| 14 apr.      | Strasburgo-Saint-Étienne | 0-1 |
| 15 apr.      | Troyes-O. Marsiglia      | 2-3 |

| 34ª giornata |                      |     |
|              |                      |     |
| 21 apr.      | Amiens-Strasburgo    | 3-1 |
| 22 apr.      | Bordeaux-PSG         | 0-1 |
| 20 apr.      | Digione-O. Lione     | 2-5 |
| 21 apr.      | Guingamp-Monaco      | 3-1 |
| 21 apr.      | Metz-Caen            | 1-1 |
| 20 apr.      | Nantes-Rennes        | 1-1 |
| 22 apr.      | Nizza-Montpellier    | 1-0 |
| 21 apr.      | O. Marsiglia-Lilla   | 5-1 |
| 22 apr.      | Saint-Étienne-Troyes | 2-1 |
| 21 apr.      | Tolosa-Angers        | 2-0 |

| 35ª giornata |                           |     |
|              |                           |     |
| 29 apr.      | Angers-O. Marsiglia       | 1-1 |
| 28 apr.      | Bordeaux-Digione          | 3-1 |
| 28 apr.      | Lilla-Metz                | 3-1 |
| 28 apr.      | Monaco-Amiens             | 0-0 |
| 27 apr.      | Montpellier-Saint-Étienne | 0-1 |
| 28 apr.      | O. Lione-Nantes           | 2-0 |
| 29 apr.      | PSG-Guingamp              | 2-2 |
| 29 apr.      | Rennes-Tolosa             | 2-1 |
| 28 apr.      | Strasburgo-Nizza          | 1-1 |
| 28 apr.      | Troyes-Caen               | 3-1 |

| 36ª giornata |                        |     |
|              |                        |     |
| 4 mag.       | Amiens-PSG             | 2-2 |
| 6 mag.       | Caen-Monaco            | 1-2 |
| 6 mag.       | Digione-Guingamp       | 3-1 |
| 6 mag.       | Metz-Angers            | 1-2 |
| 6 mag.       | Nantes-Montpellier     | 0-2 |
| 6 mag.       | O. Lione-Troyes        | 3-0 |
| 6 mag.       | O. Marsiglia-Nizza     | 2-1 |
| 6 mag.       | Rennes-Strasburgo      | 2-1 |
| 6 mag.       | Saint-Étienne-Bordeaux | 1-3 |
| 6 mag.       | Tolosa-Lilla           | 2-3 |

| 37ª giornata |                       |     |
|              |                       |     |
| 12 mag.      | Amiens-Metz           | 2-0 |
| 12 mag.      | Angers-Nantes         | 0-2 |
| 12 mag.      | Bordeaux-Tolosa       | 4-2 |
| 12 mag.      | Guingamp-O. Marsiglia | 3-3 |
| 12 mag.      | Lilla-Digione         | 2-1 |
| 12 mag.      | Monaco-Saint-Étienne  | 1-0 |
| 12 mag.      | Montpellier-Troyes    | 1-1 |
| 12 mag.      | Nizza-Caen            | 4-1 |
| 12 mag.      | PSG-Rennes            | 0-2 |
| 12 mag.      | Strasburgo-O. Lione   | 3-2 |

| \| 38ª giornata \| \| \| \| \| \| \| \| 19 mag. \| Caen-PSG \| 0-0 \| \| 19 mag. \| Digione-Angers \| 2-1 \| \| 19 mag. \| Metz-Bordeaux \| 0-4 \| \| 19 mag. \| Nantes-Strasburgo \| 1-0 \| \| 19 mag. \| O. Lione-Nizza \| 3-2 \| \| 19 mag. \| O. Marsiglia-Amiens \| 2-1 \| \| 19 mag. \| Rennes-Montpellier \| 1-1 \| \| 19 mag. \| Saint-Étienne-Lilla \| 5-0 \| \| 19 mag. \| Tolosa-Guingamp \| 2-1 \| \| 19 mag. \| Troyes-Monaco \| 0-3 \| |                     |     |
| 38ª giornata |                     |     |
| |                     |     |
| 19 mag. | Caen-PSG            | 0-0 |
| 19 mag. | Digione-Angers      | 2-1 |
| 19 mag. | Metz-Bordeaux       | 0-4 |
| 19 mag. | Nantes-Strasburgo   | 1-0 |
| 19 mag. | O. Lione-Nizza      | 3-2 |
| 19 mag. | O. Marsiglia-Amiens | 2-1 |
| 19 mag. | Rennes-Montpellier  | 1-1 |
| 19 mag. | Saint-Étienne-Lilla | 5-0 |
| 19 mag. | Tolosa-Guingamp     | 2-1 |
| 19 mag. | Troyes-Monaco       | 0-3 |

## Spareggi

### Play-off
La 18ª classificata ha affrontato la vincente dei play-off di Ligue 2, cui hanno preso parte le formazioni classificate tra il 3º e il 5º posto della seconda divisione.
|         | Risultati |         | Luogo e data                |
| ------- | --------- | ------- | --------------------------- |
| Ajaccio | 0-3       | Tolosa  | Montpellier, 23 maggio 2018 |
| Tolosa  | 1-0       | Ajaccio | Tolosa, 27 maggio 2018      |

## Statistiche

### Squadre

#### Capoliste solitarie
|    | —— | —— | —— | ——                  | —— | —— | —— | —— | ——  | ——  | ——  | ——  | ——  | ——  | ——  | ——  | ——  | ——  | ——  | ——  | ——  | ——  | ——  | ——  | ——  | ——  | ——  | ——  | ——  | ——  | ——  | ——  | ——  | ——  | ——  | ——  | ——  | —— |  |
|    |    |    |    | Paris Saint-Germain |    |    |    |    |     |     |     |     |     |     |     |     |     |     |     |     |     |     |     |     |     |     |     |     |     |     |     |     |     |     |     |     |     |    |  |
|    |    |    |    |                     |    |    |    |    |     |     |     |     |     |     |     |     |     |     |     |     |     |     |     |     |     |     |     |     |     |     |     |     |     |     |     |     |     |    |  |
|    |    |    |    |                     |    |    |    |    |     |     |     |     |     |     |     |     |     |     |     |     |     |     |     |     |     |     |     |     |     |     |     |     |     |     |     |     |     |    |  |
| 1ª | 2ª | 3ª | 4ª | 5ª                  | 6ª | 7ª | 8ª | 9ª | 10ª | 11ª | 12ª | 13ª | 14ª | 15ª | 16ª | 17ª | 18ª | 19ª | 20ª | 21ª | 22ª | 23ª | 24ª | 25ª | 26ª | 27ª | 28ª | 29ª | 30ª | 31ª | 32ª | 33ª | 34ª | 35ª | 36ª | 37ª | 38ª |    |  |

#### Classifica in divenire
|               | 1ª | 2ª | 3ª | 4ª | 5ª | 6ª | 7ª | 8ª | 9ª | 10ª | 11ª | 12ª | 13ª | 14ª | 15ª | 16ª | 17ª | 18ª | 19ª | 20ª | 21ª | 22ª | 23ª | 24ª | 25ª | 26ª | 27ª | 28ª | 29ª | 30ª | 31ª | 32ª | 33ª | 34ª | 35ª | 36ª | 37ª | 38ª |
| ------------- | -- | -- | -- | -- | -- | -- | -- | -- | -- | --- | --- | --- | --- | --- | --- | --- | --- | --- | --- | --- | --- | --- | --- | --- | --- | --- | --- | --- | --- | --- | --- | --- | --- | --- | --- | --- | --- | --- |
| Amiens        | 0  | 0  | 0  | 3  | 6  | 6  | 6  | 9  | 9  | 12  | 13  | 14  | 15  | 18  | 21  | 21  | 21  | 21  | 21  | 21  | 22  | 25  | 25  | 25  | 25  | 26  | 29  | 29  | 30  | 31  | 34  | 37  | 37  | 40  | 41  | 42  | 45  | 45  |
| Angers        | 1  | 4  | 5  | 6  | 7  | 7  | 8  | 9  | 12 | 12  | 13  | 13  | 14  | 14  | 14  | 14  | 15  | 15  | 18  | 19  | 22  | 22  | 25  | 25  | 25  | 25  | 28  | 31  | 32  | 35  | 35  | 36  | 37  | 37  | 38  | 41  | 41  | 41  |
| Bordeaux      | 1  | 4  | 5  | 8  | 9  | 12 | 15 | 15 | 16 | 16  | 16  | 16  | 17  | 17  | 20  | 20  | 20  | 20  | 20  | 23  | 23  | 26  | 29  | 32  | 35  | 35  | 36  | 36  | 37  | 37  | 37  | 40  | 43  | 43  | 46  | 49  | 52  | 55  |
| Caen          | 0  | 0  | 3  | 6  | 9  | 9  | 12 | 15 | 15 | 15  | 18  | 18  | 19  | 22  | 23  | 23  | 23  | 24  | 24  | 24  | 27  | 27  | 27  | 30  | 31  | 32  | 32  | 35  | 35  | 35  | 35  | 35  | 36  | 37  | 37  | 37  | 37  | 38  |
| Digione       | 0  | 0  | 1  | 4  | 4  | 4  | 5  | 6  | 6  | 9   | 12  | 12  | 15  | 18  | 18  | 21  | 21  | 24  | 24  | 25  | 25  | 25  | 28  | 29  | 32  | 32  | 35  | 36  | 37  | 38  | 38  | 41  | 42  | 42  | 42  | 45  | 45  | 48  |
| Guingamp      | 3  | 3  | 3  | 6  | 6  | 9  | 9  | 10 | 13 | 13  | 14  | 14  | 15  | 15  | 16  | 19  | 22  | 23  | 26  | 29  | 29  | 29  | 29  | 32  | 33  | 34  | 35  | 35  | 35  | 35  | 38  | 41  | 42  | 45  | 46  | 46  | 47  | 47  |
| Lilla         | 3  | 3  | 3  | 4  | 5  | 5  | 5  | 5  | 6  | 6   | 6   | 9   | 12  | 12  | 15  | 18  | 18  | 18  | 19  | 22  | 22  | 22  | 25  | 25  | 26  | 27  | 27  | 27  | 28  | 28  | 28  | 28  | 29  | 29  | 32  | 35  | 38  | 38  |
| Metz          | 0  | 0  | 0  | 0  | 0  | 3  | 3  | 3  | 3  | 3   | 3   | 3   | 4   | 4   | 4   | 4   | 5   | 8   | 11  | 12  | 15  | 15  | 18  | 18  | 18  | 18  | 19  | 20  | 20  | 21  | 22  | 22  | 25  | 26  | 26  | 26  | 26  | 26  |
| Monaco        | 3  | 6  | 9  | 12 | 12 | 15 | 18 | 19 | 19 | 22  | 25  | 28  | 29  | 29  | 29  | 32  | 35  | 38  | 41  | 42  | 43  | 46  | 47  | 50  | 53  | 56  | 57  | 60  | 63  | 66  | 67  | 70  | 70  | 70  | 71  | 74  | 77  | 80  |
| Montpellier   | 3  | 3  | 4  | 4  | 4  | 7  | 8  | 9  | 12 | 15  | 15  | 16  | 17  | 20  | 21  | 22  | 23  | 23  | 26  | 27  | 28  | 31  | 31  | 34  | 37  | 38  | 39  | 40  | 41  | 42  | 45  | 46  | 46  | 46  | 46  | 49  | 50  | 51  |
| Nantes        | 0  | 0  | 3  | 4  | 7  | 10 | 13 | 16 | 17 | 20  | 20  | 23  | 23  | 23  | 26  | 27  | 27  | 30  | 33  | 33  | 34  | 34  | 37  | 37  | 38  | 39  | 39  | 40  | 43  | 44  | 44  | 44  | 45  | 46  | 46  | 46  | 49  | 52  |
| Nizza         | 0  | 0  | 3  | 3  | 6  | 9  | 10 | 10 | 10 | 10  | 10  | 13  | 14  | 14  | 17  | 20  | 23  | 26  | 27  | 30  | 31  | 34  | 34  | 34  | 34  | 35  | 36  | 39  | 42  | 42  | 45  | 46  | 47  | 50  | 51  | 51  | 54  | 54  |
| O. Lione      | 3  | 6  | 7  | 8  | 11 | 11 | 12 | 13 | 16 | 19  | 22  | 25  | 26  | 29  | 29  | 32  | 35  | 38  | 41  | 42  | 45  | 48  | 48  | 48  | 48  | 49  | 50  | 51  | 54  | 57  | 60  | 63  | 66  | 69  | 72  | 75  | 75  | 78  |
| O. Marsiglia  | 3  | 6  | 7  | 7  | 7  | 10 | 13 | 16 | 17 | 18  | 21  | 24  | 25  | 28  | 31  | 32  | 35  | 35  | 38  | 41  | 44  | 47  | 48  | 51  | 52  | 55  | 55  | 56  | 59  | 59  | 62  | 63  | 66  | 69  | 70  | 73  | 74  | 77  |
| PSG           | 3  | 6  | 9  | 12 | 15 | 18 | 19 | 22 | 25 | 26  | 29  | 32  | 35  | 38  | 41  | 41  | 44  | 47  | 50  | 53  | 56  | 56  | 59  | 62  | 65  | 68  | 71  | 74  | 77  | 80  | 83  | 84  | 87  | 90  | 91  | 92  | 92  | 93  |
| Rennes        | 1  | 1  | 2  | 2  | 5  | 5  | 6  | 6  | 6  | 9   | 12  | 15  | 15  | 18  | 21  | 24  | 25  | 25  | 25  | 25  | 28  | 31  | 31  | 31  | 34  | 35  | 38  | 41  | 42  | 45  | 46  | 47  | 47  | 48  | 51  | 54  | 57  | 58  |
| Saint-Étienne | 3  | 6  | 9  | 9  | 10 | 13 | 14 | 14 | 17 | 17  | 18  | 18  | 18  | 19  | 19  | 20  | 20  | 20  | 20  | 23  | 23  | 23  | 26  | 29  | 30  | 33  | 34  | 35  | 36  | 39  | 42  | 43  | 46  | 49  | 52  | 52  | 52  | 55  |
| Strasburgo    | 0  | 3  | 4  | 4  | 4  | 4  | 4  | 5  | 6  | 9   | 10  | 10  | 13  | 14  | 15  | 18  | 21  | 24  | 24  | 24  | 24  | 27  | 27  | 27  | 30  | 30  | 31  | 31  | 31  | 32  | 33  | 34  | 34  | 34  | 35  | 35  | 38  | 38  |
| Tolosa        | 0  | 3  | 3  | 6  | 7  | 7  | 7  | 8  | 11 | 14  | 15  | 15  | 16  | 16  | 16  | 16  | 19  | 19  | 19  | 19  | 20  | 20  | 23  | 26  | 26  | 27  | 28  | 29  | 29  | 30  | 30  | 30  | 31  | 34  | 34  | 34  | 34  | 37  |
| Troyes        | 1  | 4  | 4  | 4  | 5  | 5  | 8  | 11 | 12 | 12  | 12  | 15  | 15  | 18  | 18  | 18  | 18  | 21  | 21  | 21  | 21  | 24  | 24  | 25  | 25  | 28  | 28  | 28  | 28  | 29  | 29  | 29  | 29  | 29  | 32  | 32  | 33  | 33  |

#### Classifiche di rendimento

##### Rendimento andata-ritorno
| Andata        | Andata | Ritorno       | Ritorno |
|               |        |               |         |
| PSG           | 50     | PSG           | 43      |
| Monaco        | 41     | O. Marsiglia  | 39      |
| O. Lione      | 41     | Monaco        | 39      |
| O. Marsiglia  | 38     | O. Lione      | 37      |
| Nantes        | 33     | Bordeaux      | 35      |
| Nizza         | 27     | Saint-Étienne | 35      |
| Montpellier   | 26     | Rennes        | 33      |
| Guingamp      | 26     | Nizza         | 27      |
| Rennes        | 25     | Montpellier   | 25      |
| Digione       | 24     | Amiens        | 24      |
| Strasburgo    | 24     | Digione       | 24      |
| Caen          | 24     | Angers        | 23      |
| Amiens        | 21     | Guingamp      | 21      |
| Troyes        | 21     | Nantes        | 19      |
| Bordeaux      | 20     | Lilla         | 19      |
| Saint-Étienne | 20     | Tolosa        | 18      |
| Tolosa        | 19     | Metz          | 15      |
| Lilla         | 19     | Caen          | 14      |
| Angers        | 18     | Strasburgo    | 14      |
| Metz          | 11     | Troyes        | 12      |

##### Rendimento casa-trasferta
| Casa          | Casa | Trasferta     | Trasferta |
|               |      |               |           |
| PSG           | 52   | PSG           | 41        |
| Monaco        | 48   | O. Lione      | 37        |
| O. Marsiglia  | 41   | O. Marsiglia  | 36        |
| O. Lione      | 41   | Monaco        | 32        |
| Digione       | 36   | Rennes        | 30        |
| Nizza         | 33   | Montpellier   | 27        |
| Guingamp      | 31   | Bordeaux      | 24        |
| Saint-Étienne | 31   | Nantes        | 24        |
| Bordeaux      | 31   | Saint-Étienne | 24        |
| Amiens        | 29   | Nizza         | 21        |
| Rennes        | 28   | Angers        | 19        |
| Nantes        | 28   | Amiens        | 16        |
| Strasburgo    | 27   | Guingamp      | 16        |
| Tolosa        | 26   | Lilla         | 14        |
| Caen          | 26   | Metz          | 13        |
| Montpellier   | 24   | Caen          | 12        |
| Lilla         | 24   | Digione       | 12        |
| Troyes        | 24   | Tolosa        | 11        |
| Angers        | 22   | Strasburgo    | 11        |
| Metz          | 13   | Troyes        | 9         |

#### Primati stagionali
Squadre
- Maggior numero di vittorie: PSG (29).
- Minor numero di sconfitte: PSG (3).
- Migliore attacco: PSG (108 gol fatti).
- Miglior difesa: PSG (29 gol subiti).
- Miglior differenza reti: PSG (+79).
- Maggior numero di pareggi: Montpellier (18).
- Minor numero di pareggi: PSG, Troyes (6).
- Maggior numero di sconfitte: Metz (24).
- Minor numero di vittorie: Metz (6).
- Peggiore attacco: Caen (27 gol fatti).
- Peggior difesa: Metz (76 gol subiti).
- Peggior differenza reti: Metz (−42).
- Miglior serie positiva: Monaco (17 partite consecutive senza sconfitte)
- Peggior serie negativa: Metz (6 sconfitte consecutive)

Partite
- Più gol (9):

O. Marsiglia - Metz 6-3, 2 febbraio 2018;
- Maggiore scarto di gol (8):

PSG - Digione 8-0, 17 gennaio 2018;
- Maggior numero di reti in una giornata: 34 gol nella 8ª, 12ª, 36ª e 37ª giornata.

### Individuali

#### Classifica marcatori
| Gol | Rigori |  | Giocatore        | Squadra      |
| --- | ------ |  | ---------------- | ------------ |
| 28  | 3      |  | Edinson Cavani   | PSG          |
| 22  | 3      |  | Florian Thauvin  | O. Marsiglia |
| 19  | 2      |  | Memphis Depay    | O. Lione     |
| 19  | 4      |  | Neymar           | PSG          |
| 18  | 1      |  | Mariano          | O. Lione     |
| 18  | 3      |  | Nabil Fekir      | O. Lione     |
| 18  | 3      |  | Radamel Falcao   | Monaco       |
| 18  | 6      |  | Mario Balotelli  | Nizza        |
| 17  | 3      |  | Karl Toko Ekambi | Angers       |
| 16  | 1      |  | Alassane Pléa    | Nizza        |
| 15  |        |  | Rony Lopes       | Monaco       |
| 15  |        |  | Nolan Roux       | Metz         |
| 13  | 2      |  | Moussa Konaté    | Amiens       |
| 13  |        |  | Kylian Mbappé    | PSG          |
| 13  |        |  | Bertrand Traoré  | O. Lione     |
| 13  | 1      |  | Nicolas Pépé     | Lilla        |

### Media spettatori
Media spettatori della Ligue 1 2017/2018: 22 585

| Club          | Pos. | Media  | Max.   | Min.   | Totale  |
| ------------- | ---- | ------ | ------ | ------ | ------- |
| PSG           | 1    | 46 929 | 47 759 | 40 920 | 891 657 |
| O. Marsiglia  | 2    | 46 040 | 60 410 | 35 232 | 874 755 |
| O. Lione      | 3    | 46 005 | 58 069 | 31 679 | 874 089 |
| Lilla         | 4    | 33 200 | 46 342 | 26 450 | 597 608 |
| Saint-Étienne | 5    | 28 142 | 38 993 | 21 282 | 534 689 |
| Bordeaux      | 6    | 26 048 | 41 290 | 14 368 | 494 907 |
| Nantes        | 7    | 24 559 | 34 486 | 17 776 | 466 626 |
| Strasburgo    | 8    | 24 083 | 26 015 | 21 067 | 457 578 |
| Rennes        | 9    | 23 111 | 29 194 | 16 888 | 439 111 |
| Nizza         | 10   | 22 876 | 33 478 | 16 383 | 434 653 |
| Caen          | 11   | 17 188 | 20 249 | 15 144 | 326 563 |
| Tolosa        | 12   | 16 900 | 26 320 | 10 626 | 321 096 |
| Metz          | 13   | 14 839 | 24 985 | 11 287 | 281 937 |
| Guingamp      | 14   | 14 506 | 18 457 | 11 901 | 275 610 |
| Montpellier   | 15   | 13 532 | 20 975 | 9 549  | 255 695 |
| Digione       | 16   | 12 228 | 15 160 | 10 091 | 232 324 |
| Troyes        | 17   | 12 196 | 20 006 | 8 906  | 231 729 |
| Angers        | 18   | 11 062 | 15 754 | 8 017  | 210 186 |
| Amiens        | 19   | 9 644  | 11 698 | 8 233  | 183 228 |
| Monaco        | 20   | 9 243  | 16 588 | 6 333  | 175 618 |

### Arbitri
Di seguito è indicata, in ordine alfabetico, la lista dei 23 arbitri che presero parte alla Ligue 1 2017-2018. Tra parentesi è riportato il numero di incontri diretti.
- Karim Abed (21)
- Benoît Bastien (21)
- Hakeem Ben El Hadj (13)
- Jérôme Brisard (22)
- Ruddy Buquet (23)
- Tony Chapron (7)
- Amaury Delerue (20)
- Sébastien Desiage (15)
- Antony Gautier (22)
- Johan Hamel (20)
- Stéphane Jochem (17)
- Stephan Klossner[83] (1)

- Thomas Leonard (18)
- Mikaël Lesage (23)
- François Letexier (24)
- Benoît Millot (22)
- Jerôme Miguelgorry (9)
- Sébastien Moreira (10)
- Nicolas Rainville (16)
- Sandro Schärer[83] (1)
- Frank Schneider (20)
- Olivier Thual (17)
- Clément Turpin (18)